# Stanisław Kuraciński
Stanisław Kuraciński (ur. 5 maja 1936 w Rakowie k. Staszowa, zm. 23 lutego 2006 w Wołominie) – ksiądz pallotyn, organizator misji zagranicznych.
Święcenia kapłańskie przyjął 11 czerwca 1959 w Ołtarzewie z rąk bp. Zygmunta Choromańskiego.
W 1974 został Sekretarzem ds. Misji w pallotyńskiej Polskiej Prowincji Chrystusa Króla i funkcję tę pełnił do dnia swej śmierci.
Był też współorganizatorem drukarni i dyrektorem wydawnictwa Pallottinum II, przekształconego później w Wydawnictwo Apostolicum.
Troszczył się o zaangażowanie ludzi świeckich w misje, był członkiem kościelnej Komisji ds. Apostolstwa Świeckich. Utworzył pallotyńskie domy rekolekcyjne w Konstancinie-Jeziornie, Świętej Katarzynie i Wrzosowie.
Ks. Kuraciński zmarł 23 lutego 2006 w szpitalu powiatowym w Wołominie. Jego pogrzeb odbył się 27 lutego 2006 w Ołtarzewie. Jest pochowany na tamtejszym cmentarzu w kwaterze pallotyńskiej.